# Pribeník
Pribeník, ungarisch Perbenyik (bis 1948 slowakisch „Perbenik“) ist eine Gemeinde im Osten der Slowakei. Sie liegt im Okres Trebišov, einem Kreis des Košický kraj, und hat 970 Einwohner (Stand 31. Dezember 2024).

## Geographie
Die Gemeinde liegt im Südostteil des Ostslowakischen Tiefland in der Landschaft Medzibodrožie, nahe der ungarischen Grenze. Das Ortszentrum liegt auf einer Höhe von 100 m n.m. und ist fünf Kilometer von Kráľovský Chlmec, 30 Kilometer von Sátoraljaújhely sowie 60 Kilometer von Trebišov gelegen.

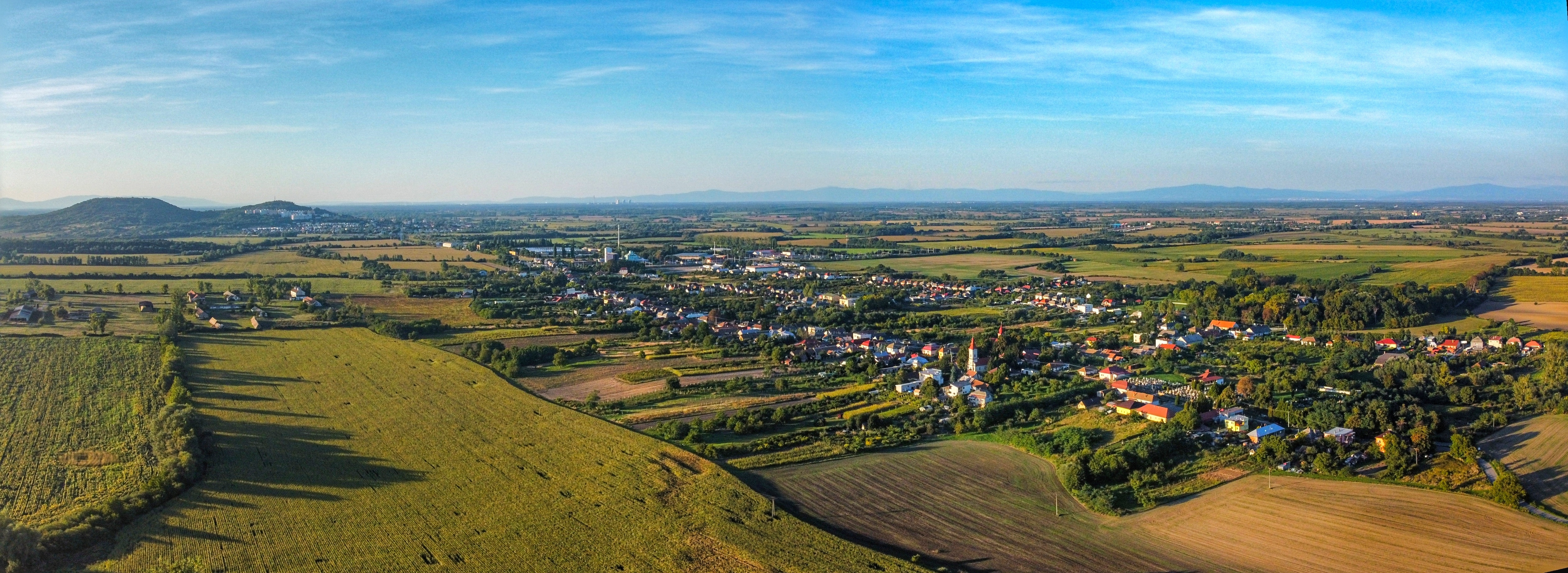
Panoramabild von Pribenik

## Geschichte
Pribeník bestand wahrscheinlich schon vor dem 11. Jahrhundert, zum ersten Mal schriftlich erwähnt wird es erst im Jahr 1323. Vom 14. bis zum 17. Jahrhundert entwickelte sich der Ort als ein Marktflecken. 1828 sind 81 Häuser und 599 Einwohner verzeichnet.
Bis 1919 gehörte der im Komitat Semplin liegende Ort zum Königreich Ungarn und kam danach zur Tschechoslowakei. Auf Grund des Ersten Wiener Schiedsspruchs lag er 1938–45 noch einmal in Ungarn.

## Bevölkerung
| Jahr                | 1994 | 2004    | 2014    | 2024    |
| ------------------- | ---- | ------- | ------- | ------- |
| Anzahl der Personen | 946  | 958     | 1016    | 970     |
| Unterschied         |      | +1,26 % | +6,05 % | −4,52 % |

| Jahr                | 2023 | 2024    |
| ------------------- | ---- | ------- |
| Anzahl der Personen | 958  | 970     |
| Unterschied         |      | +1,25 % |

Ergebnisse nach der Volkszählung 2001 (914 Einwohner):
| Nach Ethnie: - 78,88 % Magyaren - 18,27 % Slowaken - 0,98 % Zigeuner - 0,33 % Tschechen | Nach Religion: - 34,46 % römisch-katholisch - 28,12 % griechisch-katholisch - 1,53 % evangelisch - 0,88 % konfessionslos |

## Bauwerke
- klassizistisches Landschloss der Familie Majláth von 1799, heute Sitz einer Mittelschule
- reformierte Kirche aus dem 17. Jahrhundert
- griechisch-katholische Kirche von 1900
- orthodoxe Synagoge, heute Sitz eine Galerie